# Sergej Tumanski
Sergej Konstantinovič Tumanski (rusko Серге́й Константинович Туманский), sovjetski načrtovalec letalskih motorjev, * 21. maj 1901, † 9. september 1973.
Bil je glavni mož biroja OKB-300, ki je poimenovan po njem. V letih 1931–38 je delal pri CIAMU, centralnemu inštitutu za letalske motorje. 

## Letalski motorji
Nekateri motorji, ki jih je zasnoval oziroma delal na njih:
- Tumanski M-87 - zračno hlajeni zvezdasti motor
- Tumanski M-88 - zračno hlajeni zvezdasti motor razvit pred drugo svetovno vojno
- Tumanski RD-9 - prvi turboreaktivni motor zasnovan v celoti v Sovjetski zvezi
- Junkers Jumo 004 - prvi serijsko proizvajani turboreaktivni motor
- Tumanski R-11 - turboreaktivni motor
- Tumanski R-13 - turboreaktivni motor, ki ga je zasnoval Sergej Aleksejevič Gavrilov
- Tumanski R-15 - enogredni turboreaktivni motor z dodatnim zgorevanjem
- Tumanski R-25 - turboreaktivni motor

## Nagrade
- Heroj socialističnega truda (Герой Социалистического Труда) (1957)
- Leninova nagrada (Ленинская премия) (1957)
- Sovjetska državna nagrada (Госуда́рственная пре́мия СССР) (1946)
- Red Lenina (Орден Ленина) (4 krat)
- Red Oktobrske revolucije (Орден Октябрьской Революции)
- Red rdeče zvezde ( Орден Краснoй Звезды)